# Dolzago
Dolzago är en ort och kommun i provinsen Lecco i regionen Lombardiet i Italien. Kommunen hade 2 549 invånare (2018).